# Qatar Total Open 2015
Qatar Ladies Open 2015 - жіночий професійний тенісний турнір, що проходив на кортах з твердим покриттям. Це був 13-й за ліком турнір. Належав до категорії Premier у рамках Туру WTA 2015. Відбувся в International Tennis and Squash Complex у Досі (Катар). Тривав з 23 до 28 лютого.

## Очки і призові

### Нарахування очок
| Дисципліна       | П   | Ф   | ПФ  | ЧФ  | 1/8 | 1/16 | Q   | Q3  | Q2  | Q1  |
| Одиночний розряд | 470 | 305 | 185 | 100 | 55  | 1    | 25  | 18  | 13  | 1   |
| Парний розряд    | 470 | 305 | 185 | 100 | 1   | Н/Д  | Н/Д | Н/Д | Н/Д | Н/Д |

### Призові гроші
| Дисципліна       | П        | Ф       | ПФ      | ЧФ      | 1/8     | 1/16   | Q      | Q3     | Q2     | Q1   |
| Одиночний розряд | $124,000 | $66,000 | $35,455 | $19,050 | $10,220 | $5,580 | $2,920 | $2,900 | $1,555 | $860 |
| Парний розряд*   | $39,000  | $20,650 | $11,360 | $5,875  | $3,140  | Н/Д    | Н/Д    | Н/Д    | Н/Д    | Н/Д  |

*на пару

## Учасниці основної сітки в одиночному розряді

### Сіяні учасниці
| Країна    | Гравчиня             | Рейтинг1 | Сіяна |
| --------- | -------------------- | -------- | ----- |
| Чехія     | Петра Квітова        | 3        | 1     |
| Румунія   | Сімона Халеп         | 4        | 2     |
| Данія     | Каролін Возняцкі     | 5        | 3     |
| Польща    | Агнешка Радванська   | 8        | 4     |
| Росія     | Катерина Макарова    | 9        | 5     |
| Німеччина | Андреа Петкович      | 10       | 6     |
| США       | Вінус Вільямс        | 11       | 7     |
| Німеччина | Анджелік Кербер      | 12       | 8     |
| Іспанія   | Карла Суарес Наварро | 13       | 9     |

- 1 Рейтинг подано станом на 16 лютого 2015.

### Інші учасниці
Нижче наведено учасниць, які отримали вайлдкард на участь в основній сітці:
- Вікторія Азаренко
- Унс Джабір
- Каролін Возняцкі

Нижче наведено гравчинь, які пробились в основну сітку через стадію кваліфікації:
- Александра Дулгеру
- Кірстен Фліпкенс
- Дарія Гаврилова
- Стефані Фегеле

Як щасливий лузер в основну сітку потрапили такі гравчині:
- Чжен Сайсай

### Відмовились від участі
До початку турніру
- Домініка Цібулкова → її замінила  Сабіне Лісіцкі
- Сімона Халеп (травма правого ребра) → її замінила  Чжен Сайсай
- Пен Шуай → її замінила  Кейсі Деллаква

### Знялись
- Александра Дулгеру (інфекція верхніх дихальних шляхів)
- Єлена Янкович (травма правого стегна)
- Гарбінє Мугуруса (вірусне захворювання)

## Учасниці основної сітки в парному розряді

### Сіяні пари
| Країна            | Гравчиня          | Країна | Гравчиня        | Рейтинг1 | Сіяна |
| ----------------- | ----------------- | ------ | --------------- | -------- | ----- |
| Китайський Тайбей | Сє Шувей          | Індія  | Саня Мірза      | 11       | 1     |
| Росія             | Катерина Макарова | Росія  | Олена Весніна   | 16       | 2     |
| Швейцарія         | Мартіна Хінгіс    | Італія | Флавія Пеннетта | 17       | 3     |
| США               | Ракель Копс-Джонс | США    | Абігейл Спірс   | 22       | 4     |

- 1 Рейтинг подано станом на 16 лютого 2015.

### Інші учасниці
Нижче наведено пари, які отримали вайлдкард на участь в основній сітці:
- Фатіма Ан-Набхані /  Чжен Сайсай
- Вікторія Азаренко /  Кірстен Фліпкенс

Нижче наведено пари, які отримали місце в основній сітці як заміни:
- Юлія Бейгельзимер /  Ольга Савчук
- Ярміла Ґайдошова /  Андреа Петкович
- Дарія Юрак /  Клара Коукалова

### Відмовились від участі
До початку турніру
- Крістіна Младенович (вірусна інфекція)
- Гарбінє Мугуруса (вірусне захворювання)
- Кароліна Плішкова (вірусне захворювання)

Під час турніру
- Кірстен Фліпкенс (вірусне захворювання)

## Переможниці та фіналістки

### Одиночний розряд
- Луціє Шафарова —  Вікторія Азаренко, 6–4, 6–3

### Парний розряд
- Ракель Копс-Джонс /  Абігейл Спірс —  Сє Шувей /  Саня Мірза, 6–4, 6–4